# Baaks-Sweijer
Sweijer en Baaks zijn twee namen die worden gebruikt voor één buurtschap in Simpelveld, in de gelijknamige gemeente in Zuid-Limburg (Nederland). Sweijer is echter de meer gebruikte naam bij de lokale bevolking. De buurtschap is gelegen tussen de buurtschappen Molsberg en de Rodeput en ligt op een helling die de overgang vormt tussen het Eyserbeekdal en het Plateau van Ubachsberg. Ten oosten van de buurtschap stroomt de Sourethbeek. Baaks is afgeleid van Jonkheer Baxen, die vroeger de eigenaar was van het landgoed Sweijer. De autoweg A76 ligt vlakbij. Tussen de autoweg en de buurtschap ligt de Groeve Sweijer.
Sweijer en Baaks zijn ook gebruikt in twee lokale straatnamen. Sweijersgewanden is de grootste straat, die de andere straten in de buurtschap met elkaar verbindt. De naam Baakstraat is afgeleid van Baaks. Baak (baach) is ook het Limburgse (Simpelvelds Limburgs) woord voor beek. De buurtschap heeft een buurtvereniging.

## Bekende inwoners
- Hub Bogman, voormalig burgemeester van Simpelveld